# Briartita
La briartita és un mineral de la classe dels sulfurs, que pertany al grup de la stannita. Rep el nom en honor de Gaston Briart (Brussel·les, 26 d'octubre de 1897 - 13 de juny de 1962), geòleg belga que va estudiar el dipòsit de Kipushi (República Democràtica del Congo).

## Característiques
La briartita és un sulfur de fórmula química Cu₂(Fe,Zn)GeS₄. Cristal·litza en el sistema tetragonal. La seva duresa a l'escala de Mohs es troba entre 3,5 i 4,5.
Segons la classificació de Nickel-Strunz, la briartita pertany a «02.KA: Sulfarsenats i sulfantimonats, amb (As, Sb)S₄ tetraedre» juntament amb els següents minerals: enargita, petrukita, famatinita, luzonita, permingeatita, barquillita i fangita.

## Formació i jaciments
Va ser descoberta a la mina Kipushi, situada a la localitat homònima de la regió de Katanga, a la República Democràtica del Congo. Posteriorment també ha estat descrita als Estats Units, Espanya, França, Bulgària, Grècia, Namíbia i Zàmbia.